# Православие в Бурунди

Бурунди на карте

Православие в Бурунди — направление в христианстве, пришедшее в эту страну во второй половине XX века. Численность православных в стране оценивается в несколько сот человек.

## История
История православия в Бурунди тесно связана с греческой диаспорой. В 1960-е годы в столице недавно обретшей независимость страны был построен большой православный храм в честь Успения Божией Матери. Но впоследствии большая часть греков покинула страну и храм опустел на многие годы, оказавшись почти без прихожан.
11 октября 2009 года в монастыре святого Саввы в Александрии патриархом Феодором ΙΙ архимандрит Савва (Химонеттос) был рукоположен в сан епископа и стал первым православным архиереем новообразованной епархии Бурунди и Руанды Александрийской православной церкви. До того момента территория страны относилась к Центральноафриканской епархии.
В конце 2021 года территория этой страны включена в состав Патриаршего экзархата Африки Русской православной церкви.

## Современное состояние
Территория Бурунди входит в состав Бурундийской и Руандской митрополии Александрийской православной церкви. Нынешний епископ Иннокентий (Бьякатонда) ведёт активную миссию. Число новообращённых африканцев растёт.
Также территория этого государства включена в Южно-Африканскую епархию Патриаршего экзархата Африки РПЦ.